# Eleição municipal de Passo Fundo em 2016
A eleição municipal de Passo Fundo em 2016 foi realizada para eleger um prefeito, um vice-prefeito e 21 vereadores no município de Passo Fundo, no estado brasileiro do Rio Grande do Sul. Foram eleitos Luciano Azevedo e João Pedro Souza Nunes, para os cargos de prefeito(a) e vice-prefeito(a), respectivamente.
Seguindo a Constituição, os candidatos foram eleitos para um mandato de quatro anos que se iniciou em 1º de janeiro de 2017. A decisão para os cargos da administração municipal, segundo o Tribunal Superior Eleitoral, contou com 142 329 eleitores aptos e 22 917 abstenções, de forma que 16.1% do eleitorado não compareceu às urnas naquele turno.

## Antecedentes
Esse é o segundo mandato de Luciano Azevedo, que foi nomeado como prefeito também nas eleições de 2012. O seu maior concorrente da eleição anterior foi Rene Luis Cecconello, do Partido dos Trabalhadores (PT), que obteve 34.732 (44,49%) dos votos válidos.  Outros candidatos concorrentes foram Bradi, do Partido Socialista dos Trabalhadores Unificado (PSTU) e Marcelo Zeni, do Partido Socialismo e Liberdade (PSOL).

## Campanha
A campanha eleitoral que elegeu Luciano Azevedo em 2016 envolveu Cinco candidatos: Celso Dalberto (PSOL), Luciano Azevedo (PSB), Osvaldo Gomes (PP), Prof. Antônio (PSTU) e Rui Lorenzato (PT). No dia das eleições, houve crimes eleitorais como o chamado "Boca de urna", próximo aos locais de votação. A brigada militar também apreendeu cavaletes com propaganda política, que deveriam ter sido retirados pelos partidos até às 22h do dia anterior. 
As propostas do candidato vencedor basearam-se na redução da máquina administrativa, extinguindo cargos de confiança, na recuperação de avenidas principais (como por exemplo a avenida Brasil), assim como de hospitais.

## Resultados

### Eleição municipal de Passo Fundo em 2016 para Prefeito
A eleição para prefeito contou com 5 candidatos em 2016: Luciano Azevedo, do Partido Socialista Brasileiro, Osvaldo Gomes, do Progressistas, Rui Lorenzato, do Partido dos Trabalhadores, Celso Dalberto, do Partido Socialismo e Liberdade, e Antonio Carlos Rodrigues, do Partido Socialista dos Trabalhadores Unificado. O Tribunal Superior Eleitoral também contabilizou 16.1% de abstenções nesse turno. 
| Candidato(a)                    | Vice                           | Coligação                                                      | Votos recebidos | Percentual |
| ------------------------------- | ------------------------------ | -------------------------------------------------------------- | --------------- | ---------- |
| Luciano Azevedo (PSB)           | João Pedro Souza Nunes         | Juntos Por Passo Fundo                                         | 85505           | 76.22%     |
| Osvaldo Gomes (PP)              | Alcindo Batista da Silva Roque | Passo Fundo para Todos                                         | 19907           | 17.75%     |
| Rui Lorenzato (PT)              | Mariniza dos Santos            | Partido dos Trabalhadores (sem coligação)                      | 5440            | 4.85%      |
| Antonio Carlos Rodrigues (PSTU) | Marli Schaule                  | Partido Socialista dos Trabalhadores Unificado (sem coligação) | 700             | 0.62%      |
| Celso Dalberto (PSOL)           | Tercio de Quadros Antunes      | Partido Socialismo e Liberdade (sem coligação)                 | 627             | 0.56%      |

### Eleição municipal de Passo Fundo em 2016 para Vereador
Na decisão para o cargo de vereador na eleição municipal de 2016, foram eleitos 21 vereadores com um total de 110 836 votos válidos. O Tribunal Superior Eleitoral contabilizou 5 788 votos em branco e 2 788 votos nulos. De um total de 142 329 eleitores aptos, 22 917 (16.1%) não compareceram às urnas.
| Nome                         | Partido político                               | Coligação                                        | Votos recebidos | Percentual |
| ---------------------------- | ---------------------------------------------- | ------------------------------------------------ | --------------- | ---------- |
| Mateus José de Lima Wesp     | Partido da Social Democracia Brasileira (PSDB) | Juntos por Passo Fundo Cada Vez Melhor           | 2710            | 2.45%      |
| Gleison Tulio Consalter      | Partido Socialista Brasileiro (PSB)            | Juntos por Passo Fundo de Novo                   | 2687            | 2.42%      |
| Rafael Luis Colussi          | Democratas (DEM)                               | Juntos por Passo Fundo Cada Vez Melhor           | 2657            | 2.4%       |
| Saul Spinelli                | Partido Socialista Brasileiro (PSB)            | Juntos por Passo Fundo de Novo                   | 2517            | 2.27%      |
| Patric Cavalcanti            | Democratas (DEM)                               | Juntos por Passo Fundo Cada Vez Melhor           | 2198            | 1.98%      |
| Claudio Luiz Rufa Solda      | Partido Progressista (PP)                      | Unidos por um Passo Fundo Para Todos             | 2172            | 1.96%      |
| Marcio Assis Patussi         | Partido Democrático Trabalhista (PDT)          | Unidos por um Passo Fundo Para Todos             | 2096            | 1.89%      |
| Renato Orlando Tiecher       | Partido Socialista Brasileiro (PSB)            | Juntos por Passo Fundo de Novo                   | 1953            | 1.76%      |
| João Eloí da Costa           | Movimento Democrático Brasileiro (MDB)         | Movimento Democrático Brasileiro (sem coligação) | 1907            | 1.72%      |
| Paulo Roberto Neckle         | Movimento Democrático Brasileiro (MDB)         | Movimento Democrático Brasileiro (sem coligação) | 1837            | 1.66%      |
| Leandro Kurtz Rosso          | Partido Republicano Brasileiro (PRB)           | Partido Republicano Brasileiro (sem coligação)   | 1776            | 1.6%       |
| Roberto Gabriel Toson        | Partido Social Democrático (PSD)               | Partido Social Democrático (sem coligação)       | 1749            | 1.58%      |
| Ronaldo Severo da Silva      | Solidariedade (SD)                             | Solidariedade (sem coligação)                    | 1730            | 1.56%      |
| Luiz Miguel Scheis           | Partido Democrático Trabalhista (PDT)          | Unidos por um Passo Fundo Para Todos             | 1548            | 1.4%       |
| Aristeu Dalla Lana           | Partido Trabalhista Brasileiro (PTB)           | União Trabalhista por Passo Fundo                | 1515            | 1.37%      |
| Pedro Antonio Daneli         | Partido Popular Socialista (PPS)               | Juntos por Passo Fundo de Novo                   | 1510            | 1.36%      |
| Evandro dos Santos Meireles  | Partido Trabalhista Brasileiro (PTB)           | União Trabalhista por Passo Fundo                | 1425            | 1.29%      |
| Luis Fernando Rigon da Silva | Partido da Social Democracia Brasileira (PSDB) | Juntos por Passo Fundo Cada Vez Melhor           | 1375            | 1.24%      |
| Valdecir Ribeiro de Moraes   | Partido Socialista Brasileiro (PSB)            | Juntos por Passo Fundo de Novo                   | 1239            | 1.12%      |
| Rudimar dos Santos           | Partido Comunista do Brasil (PCdoB)            | Partido Comunista do Brasil (sem coligação)      | 1151            | 1.04%      |
| Alex Necker                  | Partido Comunista do Brasil (PCdoB)            | Partido Comunista do Brasil (sem coligação)      | 1051            | 0.95%      |

## Análise
O prefeito Luciano Azevedo (PSB) aparenta ter tido um alto nível de satisfação no município de Passo Fundo, o que é expresso pelo grande crescimento do eleitorado da campanha de 2012 para a de 2016. Apesar de representar um governo de centro, o prefeito discordou do seu partido no apoio à candidatura de Fernando Haddad (PT), nas últimas eleições presidenciais.